# Joseph Limeburner
Joseph Limeburner (2 de janeiro de 1976) é um ex-futebolista que atuava como meia, mas também podia jogar na defesa. Jogou por toda a sua carreira no Laraza, e já foi presidente do clube por um curto período de tempo em 2015, além de fazer parte da comissão executiva da Federação de Futebol das Ilhas Virgens Americanas desde 2011 como vice-presidente.

## Carreira como treinador
Começou em 2013, treinando um clube escolar local de St. Thomas, o All Saints Cathedral School Vikings. Ficou no cargo até 2015. Depois, treinou as equipes Sub-15 e Sub-16 do Laraza, ganhando um campeonato com a última. Depois de um tempo, foi recrutado para treinar a seleção sub-15. Como treinador das Ilhas Virgens Americanas Sub-15, Joseph não teve sucesso, sofrendo derrotas consecutivas contra Anguilla (1–3), Ilhas Cayman (0–4) e Santa Lúcia (0–8), pela CFU Boys Under-15 Championship. Com as três derrotas, a seleção virginense ficou em último lugar no Grupo 1 do certame. A seleção campeã do torneio foi Curaçao, que derrotou a República Dominicana por 4 a 2 na final. 

## Títulos
Como treinador
- USVI Soccer Association's Boys Under-16 Inter-Island Championship: 2014[5]